# Епархия Бхагалпура
Епархия Бхагалпура (лат. Dioecesis Bhagalpurensis) — епархия Римско-Католической церкви c центром в городе Бхагалпур, Индия. Епархия Бхагалпура входит в митрополию Патны. Кафедральным собором епархии Бхагалпура является церковь Непорочного Зачатия Пресвятой Девы Марии.

## История
3 августа 1956 года Римский папа Пий XII выпустил буллу Etsi hoc tempore, которой учредил апостольскую префектуру Бхагалпура, выделив её из епархии Патны.
11 января 1965 года Римский папа Павел VI выпустил буллу Cum Dei munere, которой преобразовал апостольскую префектуру Бхагалпура в епархию. В этот же день епархия Бхагалпура вошла в митрополию Калькутты.
В 1968 году епархия Бхагалпура вошла в митрополию Ранчи.
8 октября 1970 года в епархию Бхагалпура была включена часть территории епархии Патны и архиепархии Ранчи. В 1984 году в епархию вошли несколько приходов епархии Патны.
16 марта 1999 года епархия Бхагалпура вошла в митрополию Патны.

## Ординарии епархии
- епископ Urban Eugen McGarry (7.08.1956 — 30.11.1987);
- епископ George Victor Saupin (30.11.1987 — 2.08.1993);
- епископ Thomas Kozhimala (14.06.1996 — 1.06.2005);
- епископ Kurian Valiakandathil (11.01.2007 — по настоящее время).

## Источник
- Annuario Pontificio, Ватикан, 2007
- Булла Etsi hoc tempore, AAS 49 (1957), стр. 119  (лат.)
- Булла Cum Dei munere  (лат.)